# Efteling
Koordinaten: 51° 39′ 1″ N, 5° 2′ 53″ O

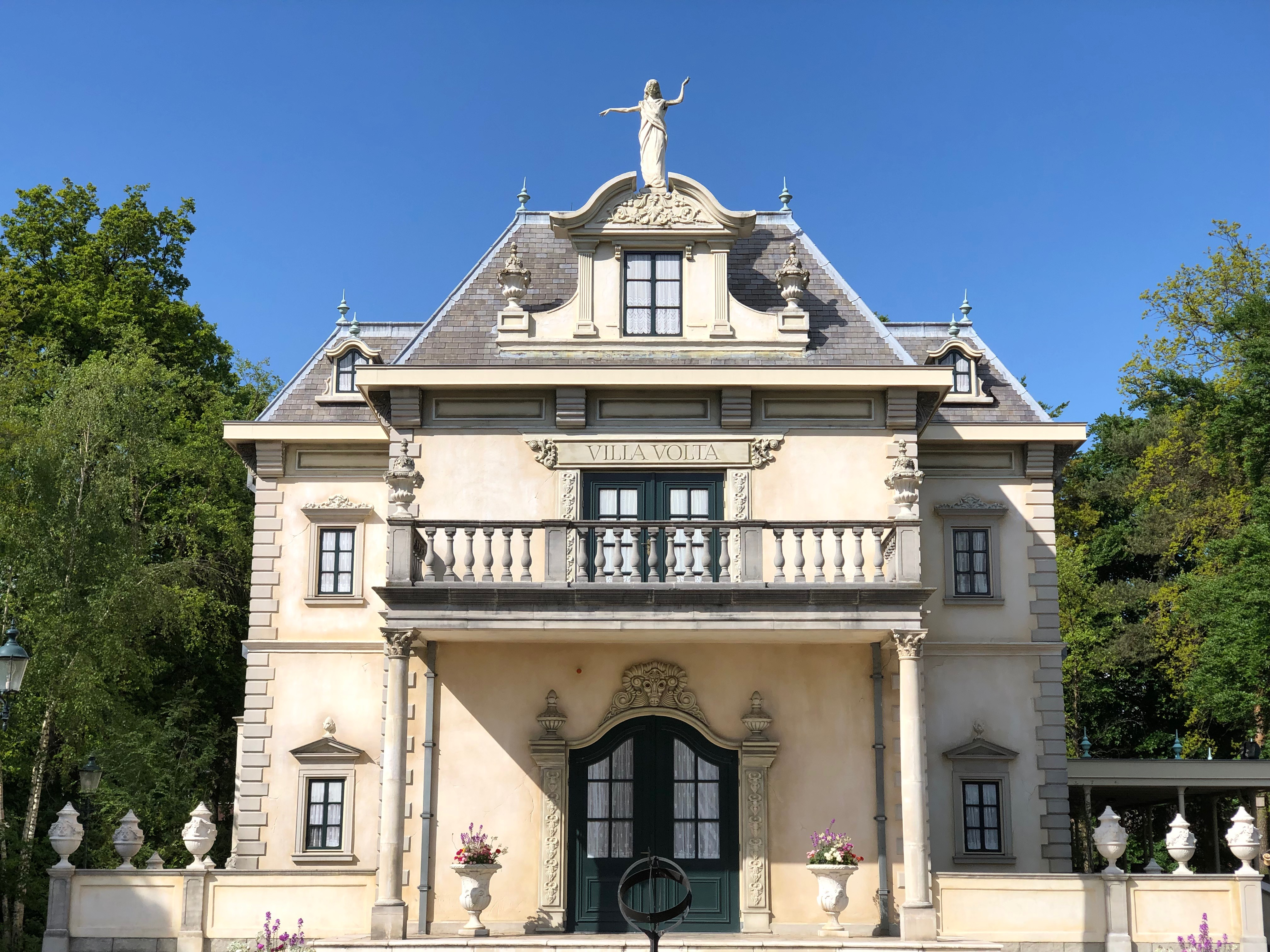
Das Mad House Villa Volta

Efteling ist ein Freizeitpark in der niederländischen Provinz Noord-Brabant. Er liegt im Ortsteil Kaatsheuvel der Gemeinde Loon op Zand, benachbart zur Großstadt Tilburg.
Der Park war im Jahr 2022 gemessen an den Besucherzahlen der größte Freizeitpark der Niederlande und der zweitgrößte Freizeitpark Europas.

## Geschichte
Efteling hat seine Ursprünge im Jahre 1935 mit der Eröffnung eines Sport- und Wanderparks. Nachdem das Projekt über die Kriegsjahre eingeschlafen war, gründete sich 1950 die Stichting Natuurpark de Efteling (Stiftung Naturpark Efteling), die sich der Weiterentwicklung des Parks annahm. Nachdem bereits 1950 ein noch heute existierender Teich ausgehoben und 1951 ein Teehaus errichtet worden war, erfolgte am 31. Mai 1952 die Eröffnung des Märchenwaldes – ein Datum, das vom Park heute als sein offizielles Gründungsdatum angesehen wird.
Im Märchenwald des Parks gab es zur Eröffnung insgesamt zehn Märchen zu sehen, die unter der Leitung des niederländischen Künstlers Anton Pieck ausgestaltet wurden. Zu den Märchen der frühen Jahre gehören unter anderem Dornröschen, Rotkäppchen, Froschkönig, Frau Holle, Schneewittchen und die Chinesische Nachtigall.
Anton Pieck blieb bis ins Jahr 1975 hauptverantwortlicher Gestalter für neue Attraktionen im Park. So folgten etwa 1958 Der fliegende Fakir, die Darstellung eines für diese Attraktion verfassten Märchens, die aufgrund der aufwendigen technischen und gestalterischen Umsetzung in der damaligen Zeit einige Aufmerksamkeit erregte sowie 1966 die Indischen Wasserlilien, die ein Märchen der belgischen Königin Fabiola umsetzten.
Als sich Anton Pieck in den 1970er Jahren mehr und mehr zurückzog und sein Assistent Ton van de Ven seinen Posten übernahm, begann der Wandel Eftelings von einem reinen Märchen- und Naturpark zu einem modernen Freizeitpark. Ursache hierfür war unter anderem auch die wachsende Konkurrenz durch die neu gegründeten Freizeitparks Attractiepark Slagharen und Walibi. Im Zuge dieses Wandels wurden Attraktionen wie die Python (1981), die mit ihren vier Inversionen ihrerzeit die größte und schnellste Achterbahn auf dem europäischen Festland war, die Schiffsschaukel Halve Maen (1982), und der erste Rapid River Europas, die Piraña (1983) eröffnet.
Nur wenige Jahre nach dem Beginn dieser Investitionsoffensive setzte ein weiterer Prozess ein, der sich des historischen Erbes des Parks um Gestalter Anton Pieck bediente. So können die Eröffnung des orientalisch thematisierten Dark Rides Fata Morgana (1986), sowie die Eröffnung des Dark Rides Carnaval Festival durchaus als Schritte angesehen werden, die das auf junge Besucher ansetzende Thrill-Konzept um die traditionellen Elemente des alten Eftelings erweiterten. Zu Beginn der 1990er Jahre wurde mit Pegasus (1991), der ersten Holzachterbahn der Niederlande, sowie der um ein Jahr verspäteten Jubiläumsattraktion Droomvlucht (1993; deutsch: „Traumflug“), einer Themenfahrt, diese Synthese weiter bekräftigt – mit Erfolg, denn neben steigenden Besucherzahlen winkte 1992 auch der Applause Award, der Preis für den besten Freizeitpark der Welt.
Seither entschied sich De Efteling gewöhnlich für eine Kombination aus technischer und gestalterischer Besonderheit, wie das erste Mad House der Welt, die Villa Volta (1996) sowie die Dunkelachterbahn Vogel Rok (1998) zeigen. Im Jahr 2002 folgte das 4D-Kino Panda Droom, sowie 2007 der Fliegende Holländer, einer Kombination aus Wasserachterbahn und Dark Ride.

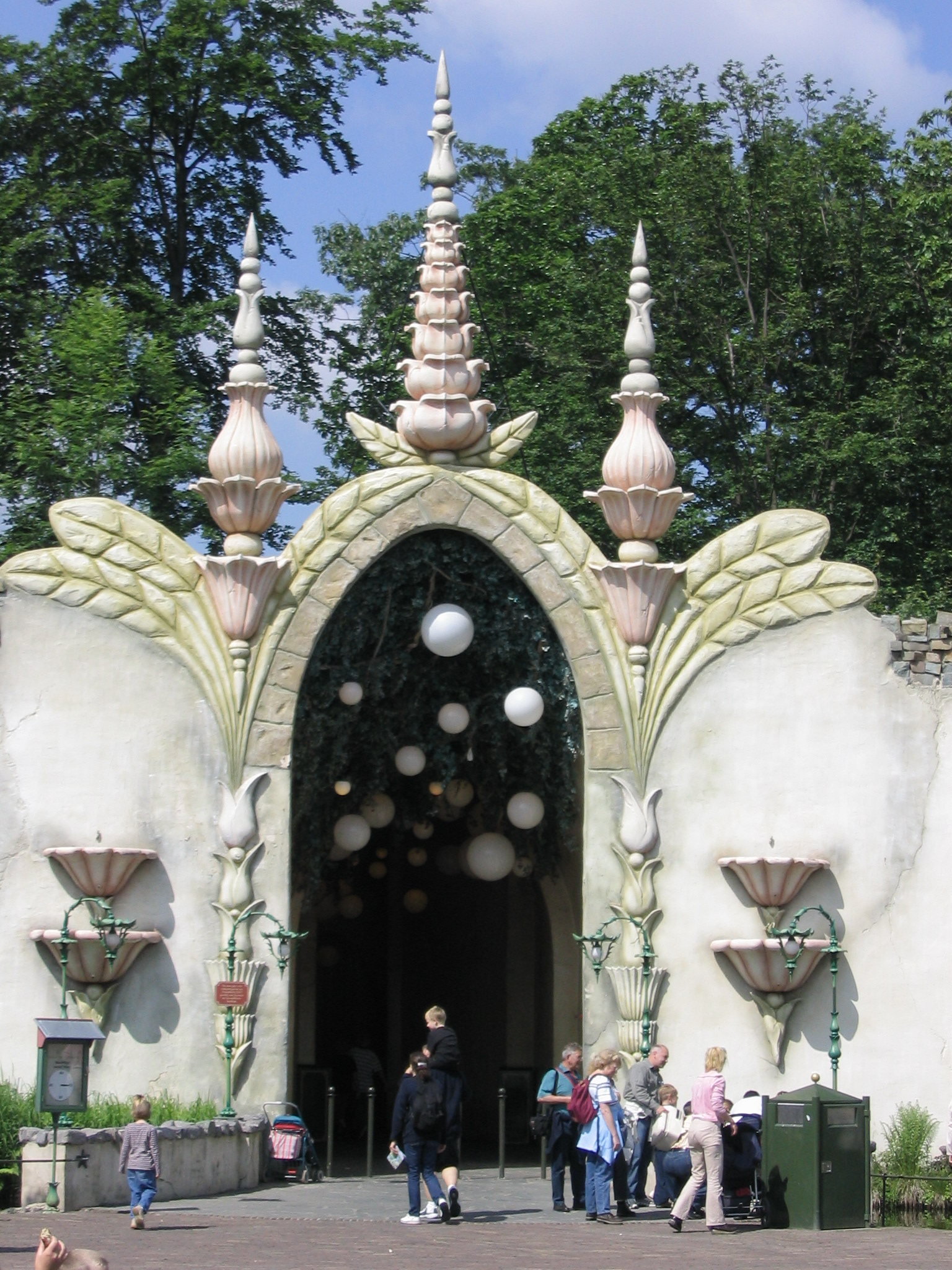
Eingang zum Dark Ride Droomvlucht (Traumflug)

Der Märchenwald, der auch heute noch das eigentliche Kernstück des Parks darstellt, wurde seit seiner Eröffnung 1952 laufend erweitert und konnte sich in regelmäßigen Abständen neuer Darstellungen erfreuen, wie in den 1990ern und 2000er Jahren etwa durch Das Mädchen mit den Schwefelhölzern (2004), Rumpelstilzchen (1998) sowie Rapunzel (2001).
Parallel hierzu besteht Efteling seit Beginn der 1990er Jahre nicht nur noch aus dem eigentlichen Parkgelände, sondern bietet auch auf anderen Ebenen Produkte und Attraktionen an. Ab dem Jahr 1992 bot das Efteling-Hotel die Möglichkeit, nahe dem Park zu übernachten und den Park an mehreren Tagen hintereinander zu besuchen. Auch die 2009 und 2017 eröffneten Ferienparks Bosrijk (deutsch: „Waldreich“) sowie Loonsche Land dienen diesem Zweck. Weiterhin besteht seit 2002 das Efteling Theater, das seit August 2008 nur noch außerhalb der Parköffnungszeiten Schauplatz für Musicals und andere musikalische Aufführungen ist.

Weitere neue Geschäftsfelder für den Freizeitpark sind seit der zweiten Hälfte der 2000er Jahre zudem verschiedene Medien: 2008 ging das sogenannte Efteling Radio auf Sendung, welches seit 2015 Efteling Kids Radio heißt; die erste parkeigene Serie Sprookjesboom (deutsch: „Märchenbaum“) ist seit 2006 in den Niederlanden ein großer Erfolg und wurde seit 2009 auch in Deutschland auf dem regionalen Fernsehsender NRW.TV ausgestrahlt. Langfristig sollte laut dem damaligen Vorstandsvorsitzendem Bart de Boer auch ein eigener Fernsehsender gegründet werden, dieser Plan wurde jedoch nicht umgesetzt.

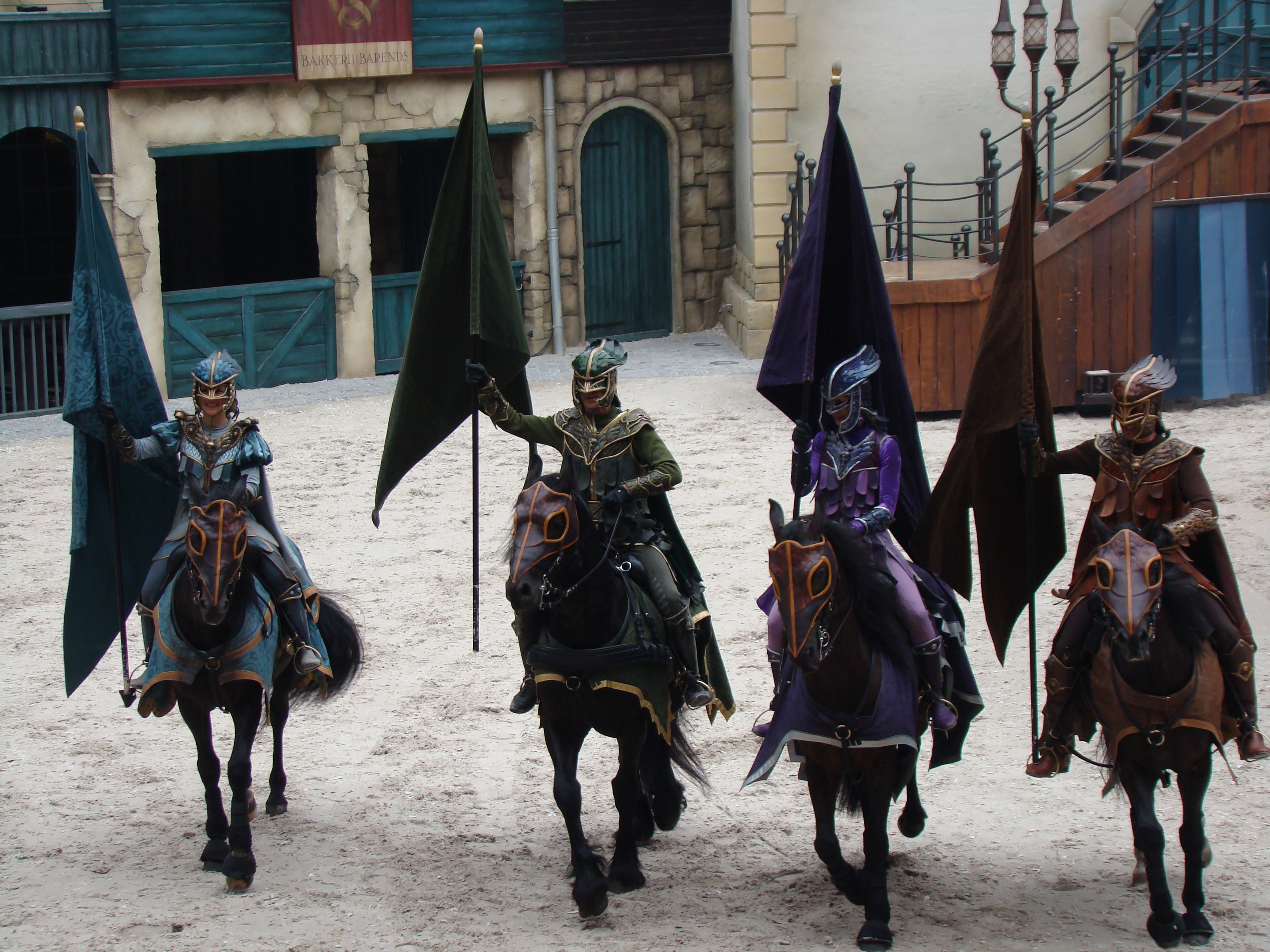
Szene aus der Show Raveleijn.

Nach kleineren Investitionen im Märchenwald (Sprookjesboom, 2009 und Aschenputtel, 2010) folgten in den Jahren von 2010 bis 2012 jeweils große neue Angebote und Attraktionen. Im Juli 2010 wurde die zweistreckige Racing-Holzachterbahn Joris en de Draak in Betrieb genommen, die die Holzachterbahn Pegasus ersetzte. Im April 2011 fand im Freilichttheater Raveleijn, das bereits seit November 2010 Sitz der Verwaltung war, die erste Aufführung einer neuen Parkshow statt. Und schließlich eröffnete Efteling 2012 zum 60. Geburtstag die 17 Millionen Euro teure Wassershow Aquanura, die vom US-amerikanischen Hersteller WET konzipiert wurde und sich auf einem See bei der Themenfahrt Fata Morgana befindet. Laut Angaben des Parks ist sie die größte Wassershow Europas und die drittgrößte Wassershow der Welt. In der zweiten Jahreshälfte 2012 folgte ein weiteres Märchen im Märchenwald – Des Kaisers neue Kleider.
Im Jahr 2015 eröffnete der Park für rund 18 Millionen Euro den Dive Coaster Baron 1898. Die Attraktion beinhaltet einen freien Fall aus 37,5 Metern Höhe und erreicht eine Höchstgeschwindigkeit von 90 km/h. Im März 2016 folgte mit Pinocchio die 29. Attraktion im Märchenwald.
35 Millionen Euro wurden in die Attraktion Symbolica investiert, die auf dem älteren Konzept des Hartenhofs beruht und am 1. Juli 2017 eröffnete. Der Hartenhof war ursprünglich für das Jubiläumsjahr 2012 geplant, musste jedoch aufgrund von Schwierigkeiten mit dem Fahrsystem immer wieder verschoben werden. Bei Symbolica handelt es sich um einen Dark Ride, bei dem die Hintergrundgeschichte des Parkmaskottchens Pardoes näher beleuchtet wird.
Efteling feiert 2022 sein 70-jähriges Bestehen und kündigte in diesem Jahr an, eine neue Attraktion und ein neues Hotel zu bauen. Das neue Hotel wird den Namen Efteling Grand Hotel tragen und eine Investition von 50 Millionen Euro erfordern. Das Hotel sollte ursprünglich 2024 eröffnen, mittlerweile wird aber nicht vor 2025 mit einer Eröffnung gerechnet. Die am 31. Oktober 2024 (Halloween) eröffnete Attraktion „Danse Macabre“ ersetzt die Animatronic-Show Spookslot, die 2022 nach über 40 Jahren geschlossen wurde.

## Der Park

### Aufteilung des Parkgeländes

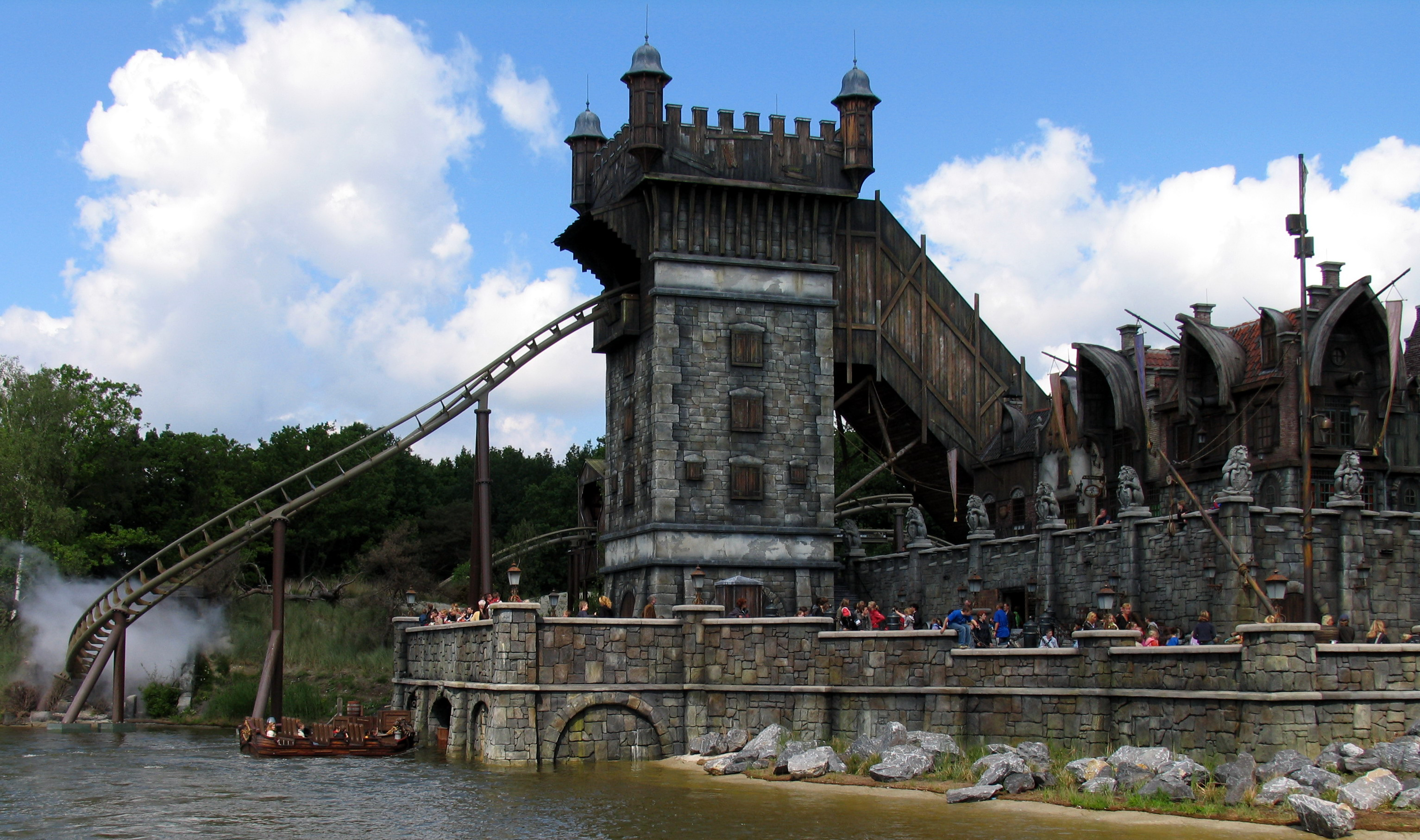
De Vliegende Hollander

Ursprünglich gab es vier nach den Himmelsrichtungen benannte Bereiche im Park, wobei sich im Westen mit dem Märchenwald die meisten Attraktionen befanden. Anfang der 1990er Jahre entschloss man sich, den Park in vier Reiche aufzuteilen, die sich aber in ihrer Gestaltung kaum unterscheiden. Einzig die Thematiken der Attraktionen weisen eine gewisse Verbindung zu dem Reich auf, in dem sie jeweils errichtet wurden.

#### Reiche im Park

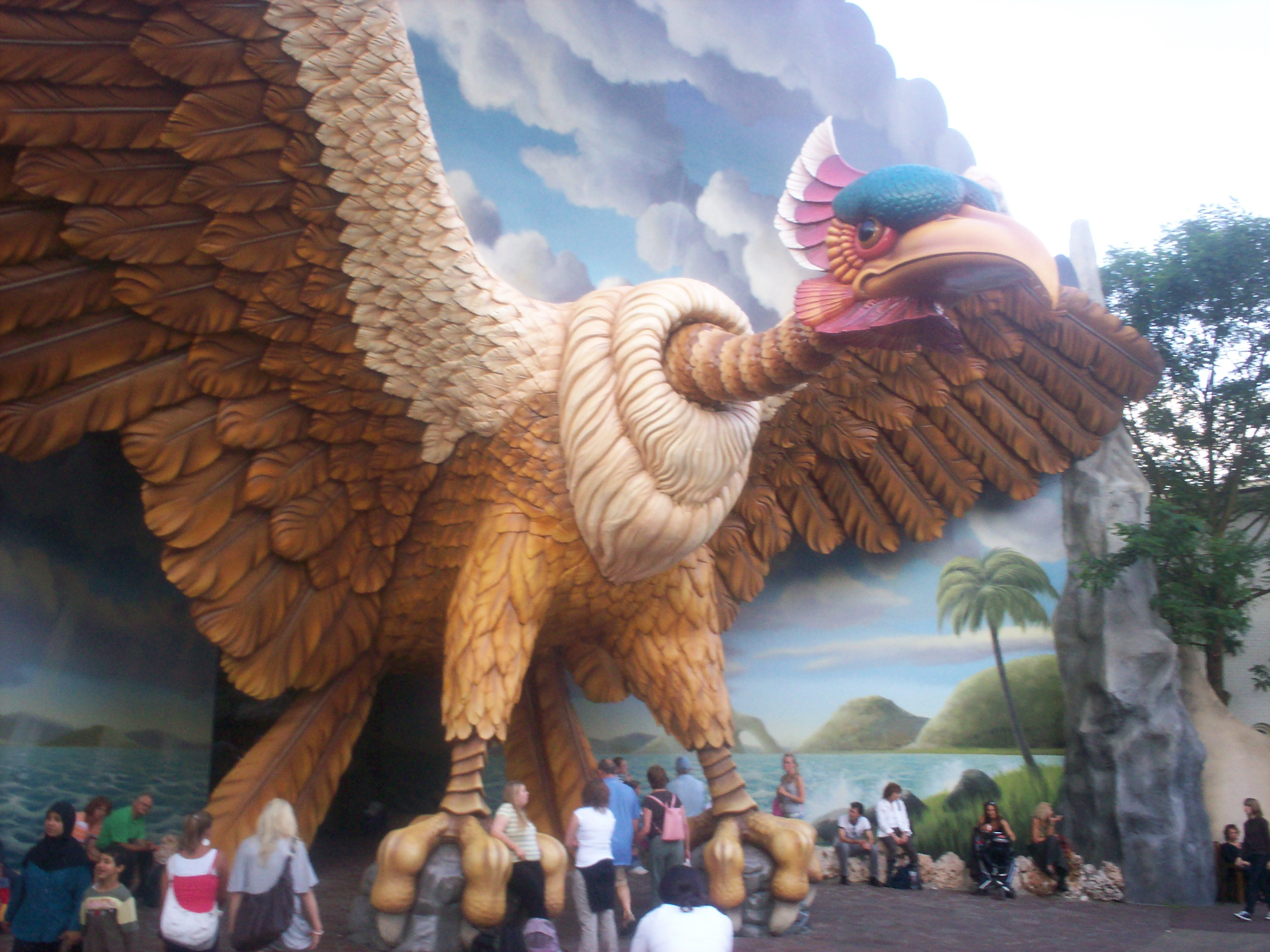
Vogel Rok im Reizenrijk

Das Marerijk (Märchenland) befindet sich im nordwestlichen Teil des Parks. Es schließt unter anderem den Darkride Droomvlucht sowie das Mad House Villa Volta ein. Des Weiteren befindet sich der für den Park bedeutende Märchenwald im Marerijk.
Im Nordosten des Parks ist das Reizenrijk (Reisenland) zu finden. In dem wohl kleinsten der vier Bereiche stechen insbesondere die Dunkelachterbahn Vogel Rok sowie der Dark Ride Carnaval Festival hervor.
Das „Anderrijk“ (Andersland) schließt im Südwesten Attraktionen ein, die sich thematisch mit anderen Kulturen beschäftigt. Zum Anderrijk gehören sowohl Attraktionen wie die Wildwasserbahn Piraña oder die (Schweizer) Bobbaan (2019 abgerissen), als auch die (morgenländische) Fata Morgana. Die meisten Thrill-Attraktionen befinden sich im Abenteuerland Ruigrijk (Rohland), welches im Südosten Eftelings gelegen ist. Hierzu zählen unter anderem die Loopingachterbahn Python, der „Achterbahn-Darkride“ De vliegende Hollander sowie die Holzachterbahn Joris en de draak.

#### Stromversorgung
Der Park bezieht große Teile des benötigten Stromes durch erneuerbare Energien. Solarmodule sind auf vielen Dächern, wie dem von der Themenfahrt Symbolica, vorhanden. Im Jahr 2022 hat der Park 12.000 weitere Solarmodule auf dem Parkplatz installiert.

## Attraktionen
Derzeit befinden sich 36 Attraktionen auf dem 72 Hektar großen Parkgelände.

### Achterbahnen
Zurzeit sind acht Achterbahnen im Park geöffnet, wovon insgesamt vier Achterbahnen zwei Duellingcoaster sind. Die neueste Bahn sind die zwei Powered Coaster Max & Moritz, die am 20. Juli 2020 eröffnet wurde. Bekannt sind zudem die Racing-Holzachterbahnen Joris en de Draak, die Loopingachterbahn Python (1981), die ihrerzeit eine der modernsten Achterbahnen Europas war, sowie die Wasserachterbahn De Vliegende Hollander.
Im Weiteren ist im Park die Dunkelachterbahn Vogel Rok zu finden.
| Name                | Höhe (in m) | Länge (in m) | Geschwindigkeit (max. in km/h) | g-Kraft (max.) | Typ                   | Hersteller                   | Gestaltung     | Eröffnungsjahr | Kosten (in Millionen Euro) |
| ------------------- | ----------- | ------------ | ------------------------------ | -------------- | --------------------- | ---------------------------- | -------------- | -------------- | -------------------------- |
| Python              | 29          | 750          | 75                             | 3,5            | Stahlachterbahn       | Vekoma                       | -              | 1981           | 4,5                        |
| Vogel Rok           | 25          | 643          | 65                             | 3,5            | Dunkelachterbahn      | Vekoma                       | Ton van de Ven | 1998           | 12,7                       |
| Vliegende Hollander | 22,5        | 420          | 70                             | 2              | Wasserachterbahn      | Kumbak Coasters              | Karel Willemen | 2007           | 19,2                       |
| Joris en de Draak   | 25          | 810 (2×)     | 75                             | 3              | Racing-Holzachterbahn | Great Coasters International | Karel Willemen | 2010           | 13                         |
| Baron 1898          | 37,5        | 501          | 90                             | 3              | Stahlachterbahn       | Bolliger & Mabillard         | -              | 2015           | 18                         |
| Max & Moritz        | 6           | 300 (2×)     | 36                             | 1,8            | Powered Coaster       | Mack Rides                   | Max und Moritz | 2020           | -                          |

Max & Moritz wurde an der Stelle der ehemaligen Bobbaan errichtet, die 2019 geschlossen und anschließend abgerissen wurde.

### Dark Rides

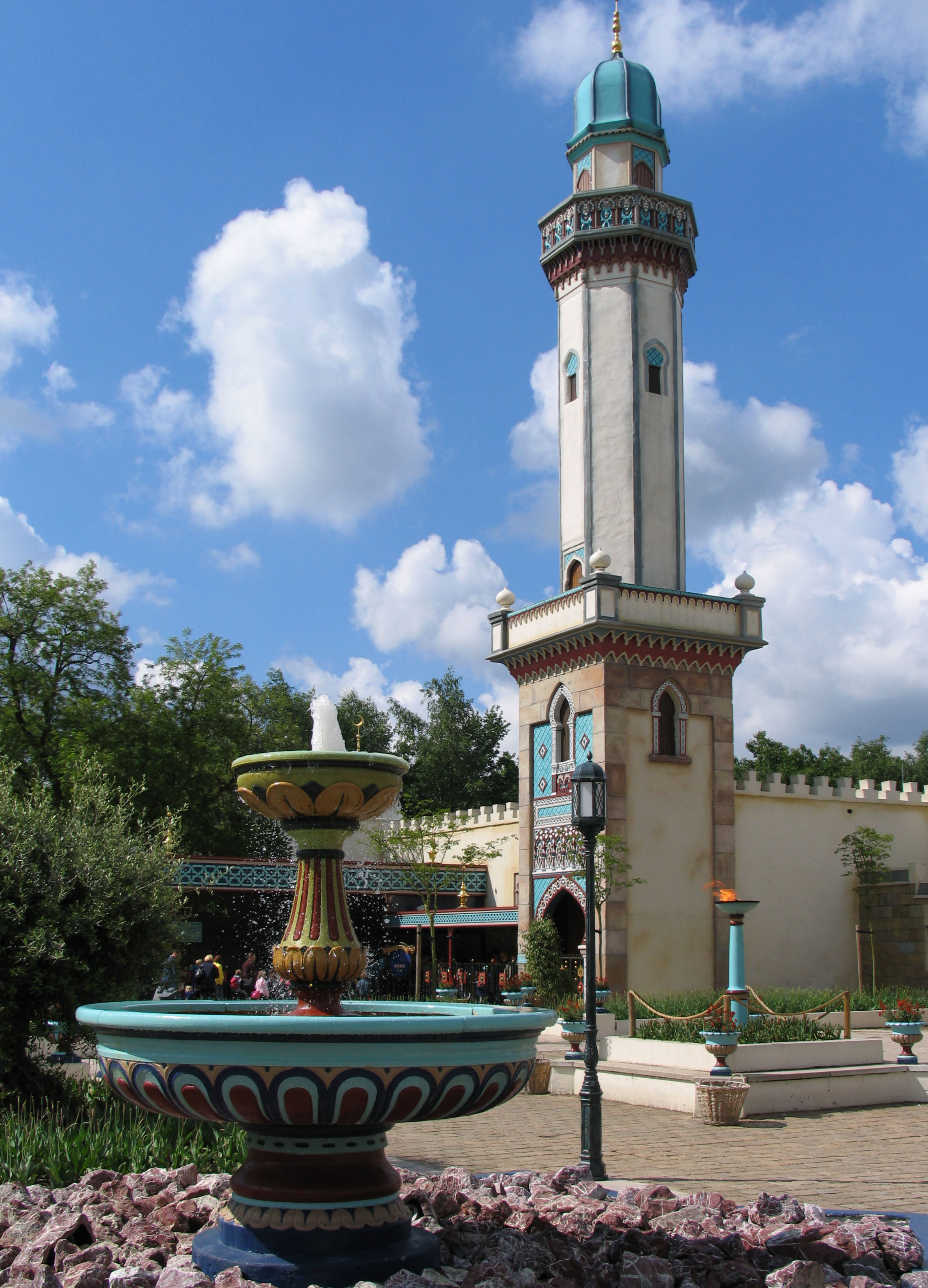
Fata Morgana

Dark Rides werden seit 1984 im Efteling gebaut. Die bekannteste und beliebteste Attraktion ist der mit Gondeln betriebene Droomvlucht. Insgesamt gibt es im Park vier Dark Rides.
| Name              | Länge (in m) | Typ             | Gestaltung       | Hersteller (Fahrsystem) | Eröffnungsjahr | Kosten (in Millionen Euro) |
| ----------------- | ------------ | --------------- | ---------------- | ----------------------- | -------------- | -------------------------- |
| Fata Morgana      | 290          | Dark Water Ride | Ton van de Ven   | Intamin                 | 1986           | 11,3                       |
| Carnaval Festival | 240          | Dark Ride       | Joop Geesink     | Mack Rides              | 1984           | 4,5                        |
| Droomvlucht       | 240          | Dark Ride       | Ton van de Ven   | Vekoma                  | 1993           | 12,7                       |
| Symbolica         |              | Dark Ride       | Sander de Bruijn | ETF Ride Systems        | 2017           | 35                         |

### Wasserbahnen
Mit dem Rapid River Piraña (1983) und der naturbetonten Bootsfahrt Gondoletta (1981) gibt es im Park derzeit zwei Wasserbahnen.
| Name       | Länge (in m) | Typ                   | Gestaltung     | Hersteller (Fahrsystem) | Eröffnungsjahr | Kosten (in Millionen Euro) |
| ---------- | ------------ | --------------------- | -------------- | ----------------------- | -------------- | -------------------------- |
| Gondoletta | 1081         | Gondoletta-Bootsfahrt | -              | Intamin                 | 1981           | 0,9                        |
| Piraña     | 350          | Rapid River           | Ton van de Ven | Intamin                 | 1983           | 7,25                       |

### Weitere Fahrgeschäfte

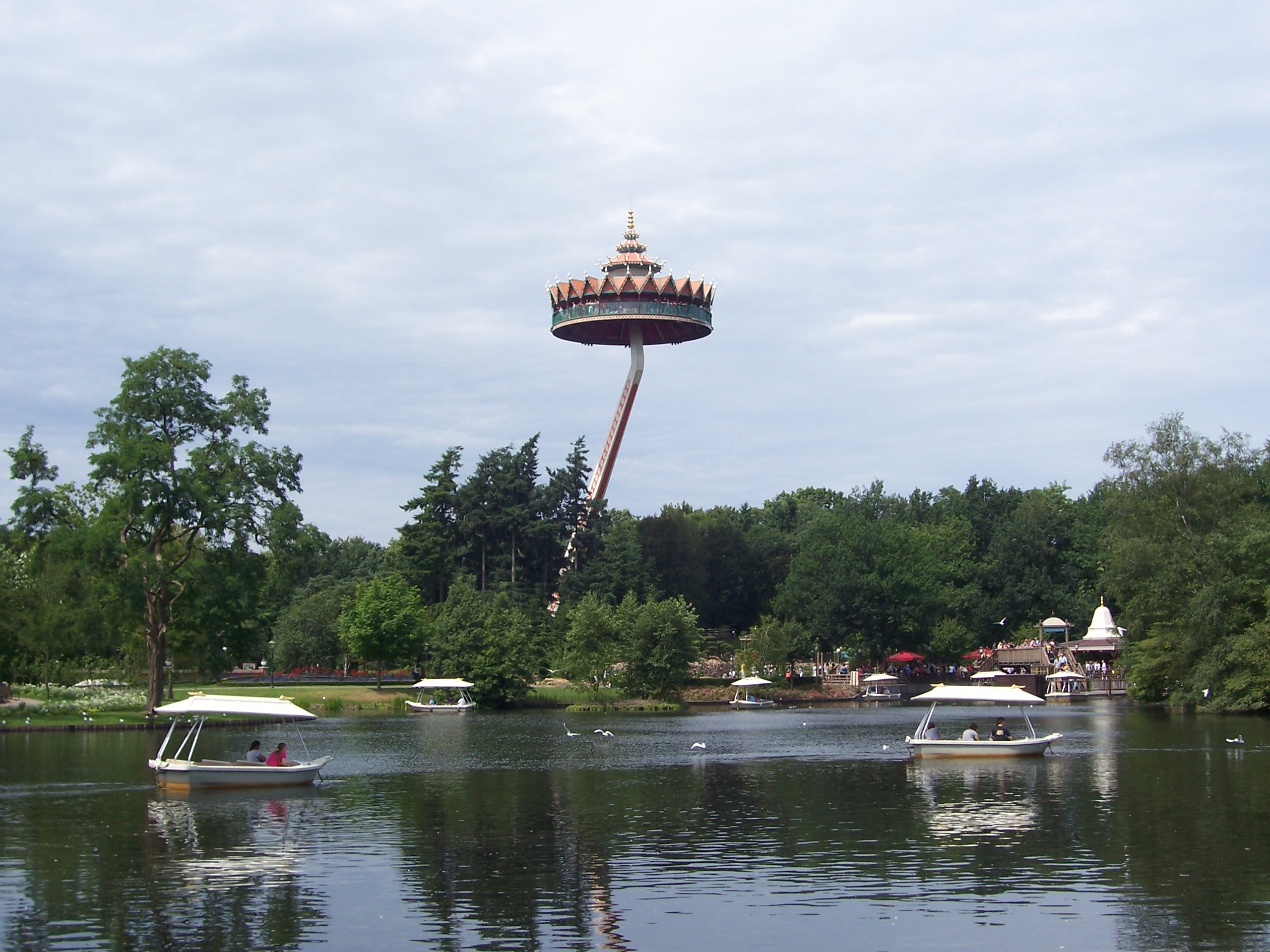
Vordergrund: Gondoletta; Hintergrund: Pagode

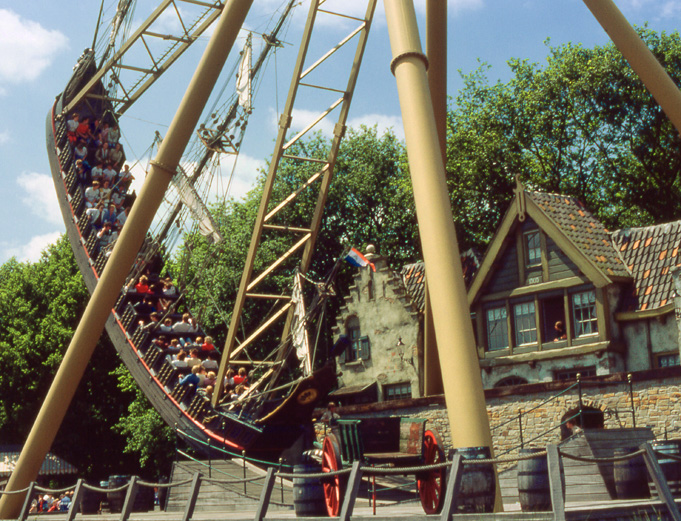
Halve Maen

| Name                                 | Typ                  | Gestaltung                     | Hersteller             | Eröffnungsjahr | Kosten (in Millionen Euro) |
| ------------------------------------ | -------------------- | ------------------------------ | ---------------------- | -------------- | -------------------------- |
| Carrousel Palais                     | Dampfkarussell       | Hendrik Janvier (1895)         | Hendrik Janvier (1895) | 1956           | 0,007                      |
| Karussells auf dem Anton-Pieck-Platz | Karussells           | verschiedene                   | verschiedene           | 1954 (Platz)   | ?                          |
| Sirocco                              | Kaffeetassen         | Sander de Bruijn               | Mack Rides             | 2022           | ?                          |
| De Oude Tufferbaan                   | Oldtimerfahrt        | Ton van de Ven                 | Mack Rides             | 1984           | ?                          |
| Volk von Laaf                        | Monorail             | Ton van de Ven                 | Vekoma                 | 1990           | 1,4                        |
| Kinderspoor                          | Treteisenbahn        | Anton Pieck und Ton van de Ven | ?                      | 1954           | ?                          |
| Pagode                               | Flying Island        | Ton van de Ven                 | Ride Trade & Intamin   | 1987           | 3,6                        |
| Efteling Stoomtrein                  | Dampfeisenbahn       | verschiedene                   | verschiedene           | 1969           | ?                          |
| Halve Maen                           | Schiffsschaukel      | Ton van de Ven                 | Intamin                | 1982           | 0,9                        |
| Danse Macabre                        | Dynamic Motion Stage | Jeroen Verheij                 | Intamin                | 2024           | 35                         |

### Begehbare Attraktionen

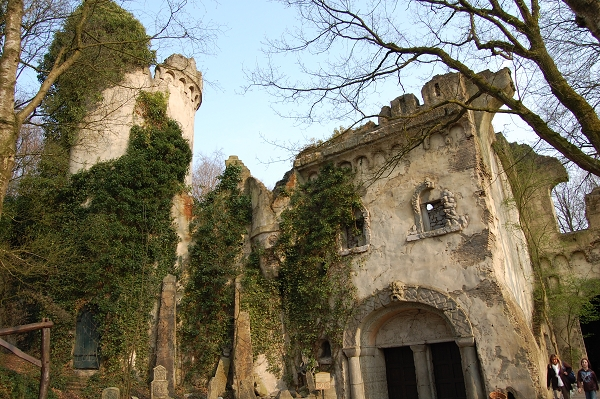
Spookslot (1978-2022)

Die begehbaren Attraktionen fassen alle Attraktionen zusammen, die die Besucher zu Fuß betreten.
| Name         | Typ              | Gestaltung                     | Hersteller  | Eröffnungsjahr | Kosten (in Millionen Euro) |
| ------------ | ---------------- | ------------------------------ | ----------- | -------------- | -------------------------- |
| Archipel     | Wasserspielplatz | Sander de Bruijn               | De Efteling | 2022           | ?                          |
| Diorama      | Modelleisenbahn  | Anton Pieck                    | De Efteling | 1971           | ?                          |
| Game Gallery | Spielbuden       | Henny Knoet und Ton van de Ven | De Efteling | 1981           | ?                          |

Das Spookslot wurde am 4. September 2022 nach 44 Dienstjahren geschlossen. Am 31. Oktober 2024 wurde es durch „Danse Macabre“ ersetzt.

### Sonstige Attraktionen
| Name        | Typ        | Gestaltung        | Hersteller  | Eröffnungsjahr | Kosten (in Millionen Euro) |
| ----------- | ---------- | ----------------- | ----------- | -------------- | -------------------------- |
| Fabula      | 4D-Kino    | Marieke van Doorn | De Efteling | 2002           | 16                         |
| Villa Volta | Mad House  | Ton van de Ven    | Vekoma      | 1996           | 4,54                       |
| Aquanura    | Wassershow | ?                 | WET Design  | 2012           | 17                         |

### Märchenwald
Der Märchenwald, offiziell Sprookjesbos genannt, bildet das Kernstück des Efteling. Zurzeit befinden sich 27 dargestellte Märchen im Märchenwald.
| Name | Deutsche Übersetzung | Grundlage                | Gestaltung                                       | Im Märchenwald seit           |
| --- | --- | ------------------------ | ------------------------------------------------ | ----------------------------- |
| Doornroosje (Kasteel) 1. Erweiterung: Doornroosje en slapende koks 2. Erweiterung: Boze heks                                              | Dornröschen (Schloss) 1. Erweiterung: Dornröschen und schlafender Koch 2. Erweiterung: Böse Hexe                                         | Charles Perrault         | Anton Pieck und Ton van de Ven (2. Erweiterung)  | 1952, erweitert 1953 und 1981 |
| Kabouterdorp | Dorf der Gnome | parkeigene Idee          | Anton Pieck                                      | 1952                          |
| De zes dienaren: Langnek | Die sechs Diener: Langhals | Brüder Grimm             | Anton Pieck                                      | 1952                          |
| De sprekende papegaai | Der sprechende Papagei | parkeigene Idee          | Anton Pieck                                      | 1952                          |
| Vrouw Holle (De Put) Erweiterung: Vrouw Holle zelf                                                                                        | Frau Holle (Brunnen) Erweiterung: Frau Holle in ihrem Häuschen                                                                           | Brüder Grimm             | Anton Pieck und Robert-Jaap Jansen (Erweiterung) | 1952, erweitert 2006          |
| Sneeuwwitje (Grot van Sneeuwwitje) Erweiterung: Kasteel van Stiefmoeder                                                                   | Schneewittchen (Grotte) Erweiterung: Schloss der Stiefmutter                                                                             | Brüder Grimm             | Anton Pieck und Henny Knoet (Erweiterung)        | 1952, erweitert 1999          |
| De kikkerkoning | Der Froschkönig | Brüder Grimm             | Anton Pieck                                      | 1952                          |
| De magische klok | Die magische Uhr | parkeigene Idee          | Anton Pieck                                      | 1952                          |
| De Chinese nachtegaal | Die chinesische Nachtigall | Hans Christian Andersen  | Anton Pieck (1952) und Ton van de Ven (1999)     | 1952–1979, seit 1999          |
| Roodkapje | Rotkäppchen | Charles Perrault         | Anton Pieck                                      | 1953, umgebaut 1960           |
| De rode schoentjes | Die tanzenden Schuhe | Hans Christian Andersen  | Anton Pieck                                      | 1953                          |
| Hans en Grietje | Hänsel und Gretel | Brüder Grimm             | Anton Pieck                                      | 1955                          |
| Het Bruidskleed van Genoveva | Das Brautkleid von Genoveva | parkeigene Idee          | -                                                | 1957                          |
| De Vliegende Fakir | Der fliegende Fakir | parkeigene Idee          | Anton Pieck                                      | 1958                          |
| Tafeltje dek je, ezeltje strek je en knuppel uit de zak (Ezeltje strek je) Erweiterung: Herberg met Tafeltje dek je en Knuppel uit de zak | Tischchen deck dich, Goldesel und Knüppel aus dem Sack (Goldesel) Erweiterung: Herberge mit Tischlein deck dich und Knüppel aus dem Sack | Brüder Grimm             | Anton Pieck und Henny Knoet (Erweiterung)        | 1958, erweitert 1999          |
| De indische Waterlelies | Die indischen Seerosen | Fabiola de Mora y Aragón | Anton Pieck                                      | 1966                          |
| De Kleine Zeemeermin | Die kleine Meerjungfrau | Hans Christian Andersen  | Anton Pieck                                      | 1970                          |
| De wolf en de zeven geitjes | Der Wolf und die sieben jungen Geißlein                                                                                                  | Brüder Grimm             | Anton Pieck                                      | 1973                          |
| Draak Lichtgeraakt | Draak Lichtgeraakt | parkeigene Idee          | Ton van de Ven                                   | 1979                          |
| De trollenkoning | Der Trollkönig | parkeigene Idee          | Ton van de Ven                                   | 1988                          |
| Klein Duimpje | Der kleine Däumling | Charles Perrault         | Ton van de Ven                                   | 1998                          |
| Repelsteeltje | Rumpelstilzchen | Brüder Grimm             | Ton van de Ven                                   | 1998                          |
| Raponsje | Rapunzel | Brüder Grimm             | Ton van de Ven                                   | 2001                          |
| Het meisje met de zwavelstokjes | Das kleine Mädchen mit den Schwefelhölzern                                                                                               | Hans Christian Andersen  | Michel Den Dulk                                  | 2004                          |
| Assepoester | Aschenputtel | Brüder Grimm             | Karel Willemen                                   | 2009                          |
| Sprookjesboom | Märchenbaum | parkeigene Idee          | Karel Willemen                                   | 2010                          |
| De Nieuwe Kleren van de Keizer | Des Kaisers neue Kleider | Hans Christian Andersen  | Pim-Martijn Sanders                              | 2012                          |
| Pinocchio | Pinocchio | Carlo Collodi            | ?                                                | 2016                          |
| De zes Zwanen | Die Sechs Schwäne | Brüder Grimm             | ?                                                | 2019                          |

## Verschiedenes

### Weitere Reiche

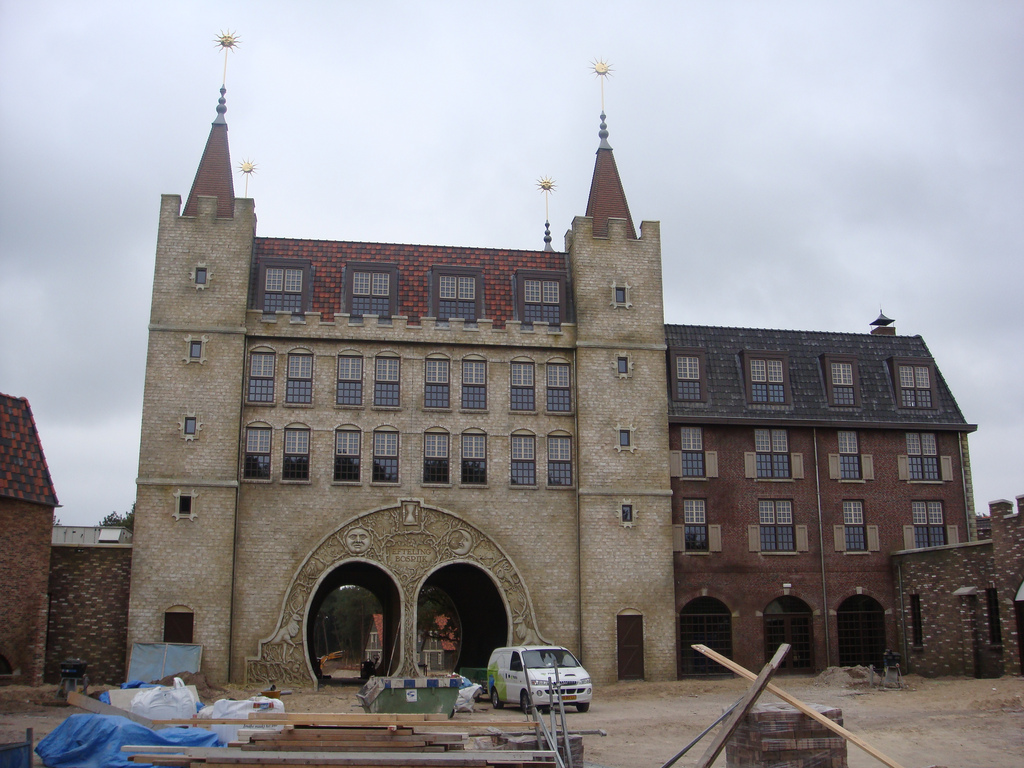
Das Poorthuys des Bosrijk

Neben den vier großen Parkreichen existieren noch drei weitere Reiche, die jeweils unterschiedliche Geschäftsbereiche des Eftelings umschreiben: Das Bosrijk, das Torenrijk und das Uitrijk.
Das Bosrijk (Waldreich) ist ein 2009 eröffneter Ferienhauspark unmittelbar neben dem Parkgelände, der primär für mehrtägige Besuche des Parks genutzt wird.
Das Torenrijk (etwa: Reich der Türme) umfasst sowohl das 1992 eröffnete Efteling Hotel, als auch den 1995 errichteten Efteling Golfpark.
Das Uitrijk (etwa: Reich am Ausgang) befindet sich unmittelbar am Parkeingang. Zu ihm gehören das Eintrittsgebäude, das Haus der fünf Sinne sowie das Efteling Theater.

### Besucherzahlen
Zählte der Park im Eröffnungsjahr noch 223.000 Besucher, so besuchen ihn zuletzt jährlich 5.186.945 Menschen. Im Jahr 2009 wurde zudem der einhundertmillionste Besucher empfangen.

### Holle Bolle Gijs
Efteling ist bekannt für seine insgesamt 13 weiträumig über den Park verteilten sprechenden Abfalleimer (niederländisch: Holle Bolle Gijs), die in der Form von Märchenfiguren „Papier hier! Papier hier!“ rufen und, nachdem man etwas hineingeworfen hat, sich mit einem „Dank u wel“ (sinngemäß: „Vielen Dank“ oder „Dankeschön“) bedanken.

### Finanzen
Der Park konnte im Jahr 2011 einen Umsatz von 144 Millionen Euro aufweisen. Gegenüber dem Vorjahr (130 Millionen Euro) bedeutet dies eine Steigerung um 10,77 Prozent.
Indes sank jedoch der Bruttogewinn des Unternehmens im Vergleich zum Vorjahr: Noch 2010 konnte ein Gewinn von 11,4 Millionen Euro erzielt werden – in diesem Jahr sank die Summe um circa 18 Prozent auf nur noch 9,1 Millionen Euro.

### Auszeichnungen
- 1972 – Pomme d'or, vergeben durch die Fédération Internationale des Journalistes et Ecrivains du Tourisme (FIJET)[32]
- 1992 – Applause Award, vergeben durch die International Association of Amusement Parks and Attractions (IAAPA)[33]
- 2005 – THEA Classic Award, vergeben durch die Themed Entertainment Association (TEA)

### Parkgeschichte
- Henk vanden Diepstraten: Kroniek van een Sprookje. Tirion, Baarn 2002, ISBN 978-90-439-0416-2.
- André Sonneville: „Mam, een duppie voor de kip?“ De Efteling, Kaatsheuvel 1992.
- Bob Venmans: Het Sprookje van De Efteling. Elsevier, Amsterdam/Brüssel 1962.
- 'Zijn we d'r al?' Unieboek, Houten 2012, ISBN 978-90-00-30570-4.

### Attraktionen
- Dimp Nelemans: „Mam, ik wil het paard!“. De Efteling stoomcarrousel 100 jaar draaiend. De Efteling, Kaatsheuvel 1995.
- De vliegende Hollander. Hoe een sage tot leven kwam. 2008.

### Personen
- Ben van Eysselsteijn, Hans Vogelsang: Anton Pieck. Zijn Leven, zijn Werk. 4. Auflage. Zuid-Hollandsche Uitgeversmaatschappij, Amsterdam 1981, ISBN 978-90-235-0338-5.
- Rob Smit: Peter Reijnders, 1900–1974. Biografie. SST producties, Eindhoven 1990.